# Xã Washington, Quận Darke, Ohio
Xã Washington (tiếng Anh: Washington Township) là một xã thuộc quận Darke, tiểu bang Ohio, Hoa Kỳ. Năm 2010, dân số của xã này là 1.325 người.